# کانگوینا
کانگوینا (به صربی: Kanjevina) یک منطقهٔ مسکونی در صربستان است که در سینیتسا واقع شده‌است. کانگوینا ۶۵ نفر جمعیت دارد.